# 吹沙短波魚
吹沙短波魚，又名七爺短波魚（學名：Brevibora cheeya），為輻鰭魚綱鯉形目鿕科短波魚屬下的一個種，短波魚屬係於2009年所成立的新屬，本屬的背前脊椎骨較其他種類的波魚短。分布於亞洲馬來西亞及印尼淡水流域，本魚體延長且側扁，頭短小且尖突，口裂向上傾斜，下頷前端稍外突出，無觸鬚，背鰭起點位於身體輪廓的最高點，背側輪廓幾乎筆直，吻部稍凹陷，腹側輪廓從吻端到尾柄中部稍彎曲，體長可達2.8公分，棲息在森林生長茂密、沙泥底質、水流緩慢、水體呈單寧色且水質呈酸性的溪流，生活習性不明，可做為觀賞魚。